# 사토 유고 (성우)
사토 유고(일본어: 佐藤 祐吾, 1994년 8월 29일 ~ )는 일본의 배우 겸 성우이다. 사이타마현 출신이며, IAM 에이전시 소속이다.